# Gênero comum
O gênero comum é um conceito linguístico, presente em certos idiomas, que se refere a substantivos que podem ser usados para qualquer gênero, ou seja, tanto para feminino quanto para masculino. Substantivos de gênero comum não são restritos a um único gênero gramatical específico e podem se aplicar a pessoas, animais ou objetos indistintamente.
Em sueco, encontra-se dois gêneros principais:
- Utrum (não neutro), usado para pessoas, animais e coisas. Exemplos incluem “människa” (pessoa), “hund” (cachorro) e “stol” (cadeira);[6]
- Neutrum (neutro): Usado para objetos inanimados, pessoas de sexo desconhecido, criaturas míticas e denominação genérica de animais. Exemplos incluem “barn” (criança), “syskon” (irmãos), “troll” (trol) e “rovdjur” (predador).[7]

O gênero comum não está presente em todos os idiomas. Alguns idiomas, como o inglês, não fazem distinção de gênero em seus substantivos. No entanto, em idiomas como o sueco, essa distinção é fundamental para a gramática e a concordância. O gênero comum pode influenciar a forma como os adjetivos, pronomes e verbos são usados em uma frase.